# Вилхелм Вегенер
Вилхелм Вегенер, (на немски: Wilhelm Wegener) (1895 – 1944) е немски генерал от пехотата, който служи по време на Втората световна война.
Той е бил убит на 24 септември 1944 г. докато е пътувал към щаба от самолет на Червената армия.

## Награди
- Пехотна щурмова значка
- Щит Дамянск
- Значка за раняване – Черна
- Железен кръст – II и I степен
- Рицарски кръст с дъбови листа и мечове
  - Носител на Рицарски кръст на (27 октомври 1941 г.) като полковник и командир на 94-ти пехотен полк[1]
  - Носител на дъбови листа №66 (19 януари 1942 г.) като полковник и командир на 94-ти пехотен полк[2]
  - Носител на мечове на №97 (17 септември 1944 г.) като Генерал от пехотата и командир на Армейски корпус[3]
- Споменат в доклада Вермахтберихт (26 септември 1944 г.)